# Reita
Reita (れいた) (Kanagawa, 27 de maio de 1981 — 15 de abril de 2024) foi um baixista e compositor japonês mais conhecido por fazer parte da banda de rock The Gazette, do movimento visual kei. Ele produzia seus instrumentos com a marca japonesa ESP e também possuía uma marca de roupas chamada Snaked Lows.
The Gazette foi notada como uma das maiores bandas visual kei da segunda geração, e diversos músicos lamentaram a morte de Reita em 2024.

## Juventude e vida pessoal
Reita nasceu em Kanagawa em 27 de maio de 1981. Morava com sua mãe e sua irmã mais velha e era próximo de sua avó. Ele e o guitarrista Uruha foram amigos de infância e se conheceram no clube de futebol da escola. Em entrevista a Jrock News, Reita contou que, apesar da família não ter muita renda, seu sonho de ser músico foi mais forte: 
"Quando eu estava no segundo ano do ensino médio, estava na casa do Uruha e nós estávamos escutando CDs e fazendo covers das músicas. Foi muito divertido. Foi quando eu decidi que queria ser um músico."
Um dos seus hobbies fora da música era o boxe, e ele fazia musculação regularmente. Também gostava de carros antigos e possuía um Ford Mustang.

## Carreira
Reita começou a tocar violão no segundo ano do ensino médio, e após conhecer o Luna Sea, trocou para a guitarra na intenção de entrar em uma banda de rock, e chegou a fazer parte de uma banda cover deles. No terceiro ano, ele alternou para o baixo por ter se frustrado com a guitarra.
Antes do The Gazette, ele e Uruha fizeram parte de outras bandas autorais de curta duração. Com o nome artístico Reiki (澪祁), seu primeiro grupo se chamava Karasu e se separou em 2001. Ainda no mesmo ano, ele se juntou ao Ma'die Kusse e logo depois moveu para o L'ie:Chris, que mudou seu nome para Kar+te=zyAnose e se desfez em 2002. Ainda em 2002, ele formou o The Gazette e alterou seu nome artístico para Reita. Até a banda se juntar a PS Company em 2003, ele trabalhava em empregos de meio período, entre eles, em uma loja de conveniência empacotando pães. No palco, ele ficava ao lado direito junto com o guitarrista Aoi. Assim como todos os outros membros, participava nas composições das músicas. Ele compôs faixas como "Malum" e "Karasu".
Em 2008, Reita fundou a marca de roupas e acessórios prateados Snaked Lows, produzida com Satoshi Yamashita da Deal Design.
Em meados de 2012, o músico alterou a escrita do seu nome artístico em hiragana, Reita (れいた), para REITA, romanizado e em maiúsculas. Em 2014 ele se juntou ao Twitter, na intenção de se passar por uma conta falsa dele mesmo.
O baixista foi capa da revista Rock and Read diversas vezes, entre elas em agosto de 2014 e 2017.

## Estilo e equipamento

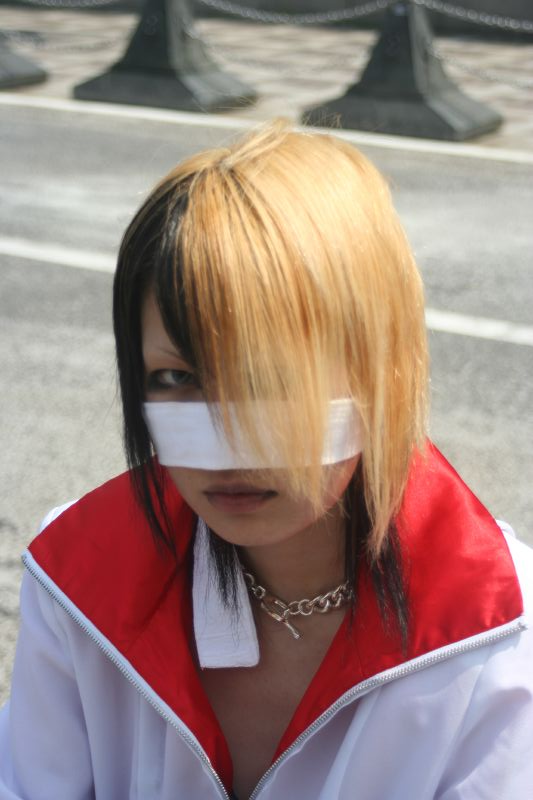
Um cosplayer de Reita na ponte Jingubashi em Harajuku, utilizando a máscara característica do músico.

A característica principal de Reita era usar uma máscara cobrindo seu nariz, originalmente branca e de pano. A partir do Project: Dark Age do The Gazette, em 2015, ele mudou para uma máscara de couro preta e em 2017, rearranjou-a para que marcasse o formato do nariz. Ele comentou em 2017 que não poderia adquirir um iPhone X porque o celular só poderia ser desbloqueado com reconhecimento facial. Além da máscara, ele utilizava cabelo loiro, espetado e cobrindo metade do rosto.
O músico produzia seus baixos em parceria com a ESP e citou os modelos ESP RF-01 e ESP RF-01 como seus favoritos. Contando à Bass Magazine, ele contou que utiliza principalmente os amplificadores TWO NOTES/Torpedo Studio e EBS/ClassicLine 810 com o topo Darkglass Electronics/Microtubes 900. Nos primeiros anos da banda, mais especificamente na época de NIL (2006), ele tinha equipamento limitado e usava um amplificador Ampeg e um Mark Bass. Depois de Stacked Rubbish (2007), que foi gravado com um ESP branco, ele começou a comprar mais equipamentos e relatou à Bass Magazine que comprava um baixo quase todo mês. Já Beautiful Deformity (2013) foi gravado com um baixo Zon e Dogma (2015) com um Music Man Stingray. Para a gravação de Mass, seu último álbum com o The Gazette, ele comprou baixos novos, especificamente da marca canadense Dingwall, mas voltou a usar os amplificadores Ampeg de antigamente, além de utilizar o pedal SansAmp e aumentar as distorções de som.
Ele tocava tanto com os dedos quanto com palheta e também utilizava a técnica de slap. Em performances ao vivo, jogava seu baixo para o alto e o pegava.
Reita citou J do Luna Sea, Sid Vicious do Sex Pistols, Fieldy do Korn, Flea do Red Hot Chili Peppers, e Nikki Sixx do Mötley Crüe como os cinco baixistas e bandas que mais o influenciaram. Foi o Luna Sea que o inspirou a tocar em uma banda, após vê-los na TV.

## Morte
Em 16 de abril de 2024 o The Gazette anunciou em seu site oficial o falecimento de Reita, que havia ocorrido no dia anterior. A causa da morte não foi divulgada e o funeral foi realizado entre parentes próximos. Foi notado que sua última mensagem em suas redes sociais foi: "Espero que o The Gazette dure para sempre".
Diversos músicos lamentaram a morte do baixista em suas redes sociais, como Sugizo, Riko Kohara, e até mesmo a produção do anime Black Butler (The Gazette compôs a música de abertura da segunda temporada, "Shiver"). No dia 17, os outros quatro membros do The Gazette publicaram suas mensagens sobre o ocorrido. Fãs russos se reuniram na Embaixada do Japão em Moscou no dia 18 para prestar homenagens à Reita.